# Frode Fermann
Frode Fermann (Tromsø, 29 gennaio 1975) è un ex calciatore norvegese, di ruolo centrocampista.

## Carriera

### Club
Fermann debuttò nella Tippeligaen con la maglia del Tromsø: il 14 aprile 1996, infatti, fu titolare nel pareggio per 2-2 contro il Viking. Nel corso dell'anno, passò ai belgi del Cercle Bruges, per poi fare ritorno al Tromsø nel 1997. Il 15 giugno dello stesso anno, realizzò il primo gol nella massima divisione norvegese, contribuendo al 2-2 contro il Sogndal. Rimase in squadra fino al 2001, per poi passare allo Skarp.

### Nazionale
Conta 12 presenze e 2 reti per la Norvegia under 21.